# Atractus elaps
Atractus elaps – gatunek węża z rodziny połozowatych (Colubridae), występujący w północno-zachodniej i północnej części Ameryki Południowej.

## Systematyka
Gatunek ten opisał w 1858 roku niemiecki zoolog Albert C.L.G. Günther w pracy Catalogue of Colubrine snakes of the British Museum. Autor nadał mu nazwę Rhabdosoma elaps, a jako miejsce typowe podał Guayaquil w Ekwadorze.

### Etymologia
- Atractus: gr. ατρακτος atraktos „wrzeciono, strzała”[5].
- elaps: gr. ἔλαψ elaps od greckiego słowa gr. ἔλλοψ ellops ryba lub wąż[3].

## Występowanie
Gatunek ten występuje w północno-zachodniej i północnej części Ameryki Południowej (Kolumbia, Peru, Brazylia i Wenezuela) w zakresie wysokości 145–1507 m n.p.m. Preferuje pierwotne nizinne lasy deszczowe, lasy wtórne, uprawy, pastwiska, a także ogrody w okolicach obrzeży lasu. Prowadzi głównie nocny tryb życia, w ciągu dnia ukrywa się pod ściółką lub w zgniłych kłodach lub pniach. Dieta Atractus elaps obejmuje tylko dżdżownice, które są połykane w całości.

## Morfologia
Jest to średniej wielkości wąż o małej głowie, której szerokość jest podobna do szerokości szyi, i małych oczach. Cechuje go charakterystyczne trójbarwne ubarwienie typowe dla jadowitych węży z rodzaju Micrurus. Górne części ciała są głównie ciemne od brązowego do czarnego z czerwonawymi lub czerwonymi pasami. Brzuch barwny z pasami w kolorach czerwonym, czarnym i bladożółtym (o różnych odcieniach) na przemian.
Wymiary:
|                        | Samiec          | Samica          |
| Długość całkowita (mm) | 358             | 421             |
| Długość SVL (mm)       | 297             | 377             |
| Łuski brzuszne         | 125–136 125–139 | 138–150 137–153 |
| Tarczki podogonowe     | 26–37 28–43     | 19–23 14–27     |

## Status
W Czerwonej księdze gatunków zagrożonych IUCN Atractus elaps jest klasyfikowany jako gatunek najmniejszej troski (LC, ang. Least Concern). Liczebność populacji nie jest określona, ale gatunek ten jest opisywany jako pospolity w kolumbijskiej Amazonii, a niepospolity lub lokalnie pospolity w Ekwadorze.